# Scalmicauda ectoleuca
Scalmicauda ectoleuca är en fjärilsart som beskrevs av George Francis Hampson 1910. Scalmicauda ectoleuca ingår i släktet Scalmicauda och familjen tandspinnare. Inga underarter finns listade.